# Шиллинг, Бернхард
Бернхард Отто Шиллинг (нем. Bernhard Otto Schilling, иногда нем. Bernhardt; 25 мая 1890, Дрезден — 5 июня 1945, Дрезден) — немецкий математик, профессор Дрезденского университета.

## Биография
Бернхард Отто Шиллинг родился 25 мая 1890 года в Дрездене; в 1908 году он получил аттестат о среднем образовании в дрезденской гимназии «Vitzthum-Gymnasium». После этого он изучал математику и физику в Дрезденском техническом университете — сдал государственный экзамен в 1915 году. Два года спустя, в 1917 — под руководством Вальтера Эрнста Пауля Людвига (Walther Ernst Paul Ludwig) и Мартина Краузе (Martin Krause, 1851—1920) — Шиллинг написал и защитил диссертацию, став кандидатом математических наук. В 1924 году он защитил докторскую диссертацию, работая ассистентом на кафедре геометрии.
В 1928/1929 учебном году Шиллинг получил позицию экстраординарного профессора в Дрезденском техническом университете, а с 1929 по 1931 год — являлся полным профессором в Чилийском университете в Сантьяго. Вернувшись из Южной Америки в 1931 году он до своей смерти в 1945 году оставался экстраординарным профессором в Дрездене. 11 ноября 1933 года Бернхард Шиллинг был среди более 900 ученых и преподавателей немецких университетов и вузов, подписавших «Заявление профессоров о поддержке Адольфа Гитлера и национал-социалистического государства». Десять лет спустя, в 1943, он подписал документ «13 Sätze über Auftrag und Dienst der Kirche des Kirchlichen Einigungswerks», являвшийся оппозиционным. Скончался 5 июня 1945 года в Дрездене.

## Работы
- Über eine Berührungstransformation, die den Punkten des einen Feldes Geradenpaare zuordnet. Borna-Leipzig, 1919 (= Dissertation TH Dresden 1917).